# Kvæde
Kvæde (Cydonia oblonga) er et lille, løvfældende træ med en kort stamme og en tætgrenet, bred krone. Frugterne dufter dejligt, mén er sure. Kvæde bruges som dværgstamme for pæresorter.

## Beskrivelse
Barken er først grågrøn af den tætte, hvide hårklædning. Senere bliver den mørkebrun og næsten glat, og gamle grene kan få en grå, furet bark. De brune knopper sidder spredt og er ægformede, spidse og tilliggende. 
Bladene er ægformede og helrandede og er ejendommelige ved, at de bliver større og større ud ad skuddet. Oversiden er græsgrøn og lidt læderagtig, mens undersiden er helt gråhvid på grund af hårbeklædningen. Blomstringen sker i maj, og de enkelte blomster er meget store, lyserøde og skålformede. Frugterne er enten æble- eller pæreformede, gule og dækket af et tykt lag grålige filthår. Frugterne modner godt, og kernerne spirer villigt, når de er befriet for frugtkødet.
Rodnettet er hjerteformet med ret få, kraftige hovedrødder og masser af tynde siderødder. Planten sætter rodskud, hvis toppen bliver ødelagt for meget. 
Højde x bredde og årlig tilvækst: 4 x 4 m (20 x 20 cm/år).

## Hjemsted
Kvæde er varmeelskende og følsom over for frost. Den hører hjemme på kalkbund i bjergskove fra Kaukasus over Iran til Centralasien og Yemen. 
I de sydvendte, tørre Talysh-bjerge i Aserbajdsjan vokser den bl.a. sammen med hassel, Carpinus caucasica (dominerende), hvid morbær, kirsebær-kornel, orientalsk bøg (Fagus orientalis), Prunus divaricata, sort morbær og forskellige arter af pære, tjørn og æble.

## Anvendelse
Af frugterne, kaldet kvæde, laves marmelade, "flæsk" og kvædebrød samt te. I Frankrig og Østeuropa laves der eau de vie (brændevin) af kvæde.
Vegetativt formerede planter af sorten 'kvæde A' bruges som dværgstamme for pæresorter.

### Sorter
- Pærekvæder
  - Lescovartz
  - Marienborg
  - Portugisisk Pærekvæde
  - Vranja
- Æblekvæder
  - Konstantinobel
  - Kølster
  - Portugisisk Æblekvæde

| Portal | Portal:Botanik |